# Le Bonhomme
 Le Bonhomme  là một xã thuộc tỉnh Haut-Rhin trong vùng Grand Est, đông bắc Pháp.